# Grymeus yanga
Grymeus yanga is een spinnensoort in de taxonomische indeling van de Dwergcelspinnen (Oonopidae).
Het dier behoort tot het geslacht Grymeus. De wetenschappelijke naam van de soort werd voor het eerst geldig gepubliceerd in 1987 door Harvey.